# Eva Christina Vollmer
Eva Christina Vollmer (* 1947 in Frankfurt-Höchst; † 2004 in Wiesbaden) war eine deutsche Kunsthistorikerin, Musikwissenschaftlerin und Germanistin.

## Leben und Werk
Vollmer studierte Kunstgeschichte, Musikwissenschaft und Germanistik an der Universität Mainz. Ihre Dissertation verfasste sie 1977 über den Wessobrunner Stuckateur Franz Xaver Schmuzer. Schwerpunkte ihrer Veröffentlichungen waren die Baukunst des Barock und Rokoko, Wiesbadener Villen des 19. Jahrhunderts und die Künstler der Wessobrunner Schule. Sie war Verfasserin zahlreicher kunsthistorischer Reiseführer.

## Auszeichnungen
1991 wurde ihr der Weilheimer Willi-Mauthe-Preis verliehen.

## Veröffentlichungen (Auswahl)
- Der Wessobrunner Stukkator Franz Xaver Schmuzer: ein Meister des süddeutschen Rokoko. __ Thorbecke-Verlag, Sigmaringen, 1979.
- mit Gabriele Dischinger: Kirchenführer Irsee, Anton H. Konrad Verlag, Weißenhorn 1982.
- Das Schloß in Wiesbaden, Seyfried, Wiesbaden 1983.
- Das Passionsdorf Oberammergau, 1984.
- Kirchenführer Wessobrunn, 1986.
- Stuckdekoration, Deckengemälde und Hochaltar in der ehemaligen Benediktinerklosterkirche Heiligkreuz in Donauwörth, 1987.
- Kunstführer Schwaben, 1987.
- Kompaktreiseführer Wiesbaden, 1994.
- Villa Clementine (= Kleine Kunstführer Nr. 1925). 2. Auflage. Schnell und Steiner, Regensburg 1996, ISBN 3-7954-5647-9.
- Mit Hubert Thomas Bremer: Toskana. Bucher Verlag, Hohenems 1996
- Johann Pöllandt. Ein Barockbildhauer in Schongau, Kunstverlag Josef Fink, Lindenberg, 1997. (Historische Reihe.) ISBN 978-3931820497
- Baedeker. Wiesbaden und Rheingau, 2001.
- Die Kaiser-Friedrich-Therme in Wiesbaden. Kunstverlag Josef Fink, Lindenberg, 2003. ISBN 978-3-89870-094-8
- Das ehemalige Jesuitenkolleg in Dillingen. 2008
- mit Gabriele Dischinger: Irsee. Schwäbische Kunstdenkmale Heft 30, überarbeitete Auflage, Anton H. Konrad Verlag, Weißenhorn 2011.